# William McStay
William John McStay (Hamilton, 1961. november 26. –) skót labdarúgó, edző. A Celtic utánpótlás és tartalékcsapatainál volt edző, majd az Újpest FC vezetőedzője volt 2009–2010-ben.

## Pályafutása

### Játékosként
McStay pályafutását a Celticben kezdte. Az első csapat színeiben 1983. április 2-án mutatkozott be egy Motherwell elleni 3-1-es győztes  hazai mérkőzésen. Az Celtic színeiben lejátszott mérkőzésein összesen 2-szer volt eredményes. 1987. márciusában a Huddersfield Town csapatához szerződött. Később szerepelt még a Notts County a Hartlepool United a Partick Thistle és a Kilmarnock csapataiban.

### Vezetőedzőként
Játékosedzőként 1992-1994 közötti időszakban a Sligo Rovers együttesét segítette. Az 1993-94-es szezon volt a klub történetének legsikeresebb idénye, mivel ekkor McStay vezetésével sikerült megnyerniük a bajnokságot, a FAI kupát és az ír labdarúgó szuperkupát.
Ezután McStay a Celtic utánpótlás csapatainál helyezkedett el. Irányította még a Celtic tartalék csapatát is egészen 2009 júliusig, amikor is az Újpest FC vezetőedzői posztját vállalta el. Mivel a lilákkal nem ért el túl jó eredményt, a csapat a várakozásokon alul teljesített, ezért 2010 tavaszán közös megegyezéssel szerződést bontottak. Utódja Mészöly Géza lett.

## Sikerei, díjai

### Játékosként
- Celtic FC
  - Skót bajnok: 1985-86
  - Skót kupagyőztes: 1984-85

### Edzőként
- Sligo Rovers FC
  - Ír labdarúgókupa: 1994

## Magánélete
Testvérei, Ray és Paul is a Celtic labdarúgói voltak, utóbbi hetvenhatszor szerepelt a skót válogatottban.